# Charentsavan
Charentsavan là một đô thị thuộc tỉnh Kotayk, Armenia. Dân số ước tính năm 2011 là 25053 người. Đô thị này thuộc vùng đô thị Yerevan.